# La Châtre-Langlin
La Châtre-Langlin – miejscowość i gmina we Francji, w Regionie Centralnym, w departamencie Indre.
Według danych na rok 1990 gminę zamieszkiwało 628 osób, a gęstość zaludnienia wynosiła 23 osoby/km² (wśród 1842 gmin Regionu Centralnego La Châtre-Langlin plasuje się na 586. miejscu pod względem liczby ludności, natomiast pod względem powierzchni na miejscu 411.).